# (38332) 1999 RF131
1999 RF131 (asteroide 38332) é um asteroide da cintura principal. Possui uma excentricidade de 0.16941650 e uma inclinação de 8.35351º.
Este asteroide foi descoberto no dia 9 de setembro de 1999 por LINEAR em Socorro.